# USS Rombach (DE-364)
USS Rombach (DE-364) là một tàu hộ tống khu trục lớp John C. Butler từng phục vụ cùng Hải quân Hoa Kỳ trong Chiến tranh Thế giới thứ hai. Nó là chiếc tàu chiến duy nhất của Hải quân Hoa Kỳ được đặt cái tên này, theo tên Trung úy Hải quân Severin Louis Rombach (1914–1942), phi công từng phục vụ cùng Liên đội Ném ngư lôi VT-6 trên tàu sân bay Enterprise (CV-6)), đã mất tích trong Trận Midway vào ngày 4 tháng 6, 1942 và được truy tặng Huân chương Chữ thập Hải quân. Nó đã phục vụ cho đến khi Thế chiến II chấm dứt, và tiếp tục hoạt động trong vai trò huấn luyện cho đến khi ngừng hoạt động vào năm 1958. Con tàu cuối cùng bị bán để tháo dỡ vào năm 1972. 

## Thiết kế và chế tạo
Lớp John C. Butler được thiết kế nhằm đáp ứng nhu cầu một số lượng lớn nhưng rẻ tiền của một kiểu tàu hộ tống chống tàu ngầm để hộ tống các đoàn tàu vận tải vượt đại dương. Chúng có chiều dài chung 306 foot (93,3 m), mạn tàu rộng 36 foot 10 inch (11,2 m) và mớn nước 13 foot 4 inch (4,1 m), trọng lượng choán nước tiêu chuẩn 1.350 tấn Anh (1.372 t), và lên đến 1.745 tấn Anh (1.773 t) khi đầy tải, với một thủy thủ đoàn bao gồm 14 sĩ quan và 201 thủy thủ. Con tàu được vận hành bởi hai turbine hơi nước hộp số Westinghouse; hơi nước được cung cấp bởi hai nồi hơi "D" Express, tạo ra công suất 12.000 mã lực càng (8.900 kW) và cho phép đạt được tốc độ tối đa 24 hải lý trên giờ (44 km/h; 28 mph). Nó có tầm hoạt động 6.000 hải lý (11.000 km; 6.900 mi) ở tốc độ đường trường 12 hải lý trên giờ (22 km/h; 14 mph).
Dàn vũ khí chính bao gồm hai tháp pháo 5-inch/38 caliber đa dụng nòng đơn, được dẫn đường bởi hệ thống điều khiển hỏa lực Mark 51; vũ khí phòng không gồm hai khẩu đội Bofors 40 mm L/60 nòng đôi và mười khẩu Oerlikon 20 mm nòng đơn cũng được dẫn đường bởi hệ thống Mark 51. Ngoài ba ống phóng ngư lôi 21 inch (533 mm), vũ khí chống ngầm bao gồm hai đường ray thả mìn sâu, tám máy phóng mìn sâu K-gun cùng một dàn súng cối chống ngầm Hedgehog. Con tàu được trang bị sonar kiểu QC, radar dò tìm mặt biển SL và radar dò tìm không trung SA.
Rombach được đặt lườn tại xưởng tàu của hãng Consolidated Steel Corporation ở Orange, Texas vào ngày 20 tháng 3, 1944. Nó được hạ thủy vào ngày 6 tháng 6, 1944, được đỡ đầu bởi bà Severin L. Rombach, vợ góa của Trung úy Rombach, và được cho nhập biên chế cùng Hải quân Hoa Kỳ vào ngày 20 tháng 9, 1944 dưới quyền chỉ huy của Hạm trưởng, Thiếu tá Hải quân Calvert Burke Gill.

## Lịch sử hoạt động
Sau khi hoàn tất việc chạy thử máy huấn luyện tại khu vực Bermuda và sửa chữa sau chạy thử máy, Rombach chuẩn bị để được điều động sang khu vực Mặt trận Thái Bình Dương. Nó khởi hành từ Boston, Massachusetts vào ngày 29 tháng 11, 1944, băng qua kênh đào Panama để tiếp tục hướng đến khu vực Tây Nam Thái Bình Dương, và đi đến đảo Manus thuộc quần đảo Admiralty vào ngày 7 tháng 1, 1945. Trong giai đoạn từ ngày 24 tháng 1 đến ngày 2 tháng 3, nó tham gia hộ tống các đoàn tàu vận tải đi lại giữa Hollandia, New Guinea và vịnh Leyte, quần đảo Philippine trước khi chuyển sang hoạt động tại vịnh Manila bên bờ Tây đảo Luzon, Philippines. Từ ngày 26 tháng 4, con tàu phục vụ cùng Lực lượng Hải quân Phòng vệ tại chỗ trong vịnh Lingayen.
Quay trở lại vai trò hộ tống vận tải từ ngày 27 tháng 5 đến ngày 8 tháng 8, Rombach hoạt động cùng một đội đặc nhiệm tìm-diệt tàu ngầm tại vùng biển ngoài khơi vịnh Subic ở bờ biển phía Đông đảo Luzon. Sau đó nó hoạt động tuần tra trên các tuyến đường hàng hải đi sang Okinawa ở phía Tây Bắc của đảo Luzon, cho đến khi Nhật Bản chấp nhận đầu hàng vào ngày 15 tháng 8, giúp chấm dứt vĩnh viễn cuộc xung đột. Con tàu tiếp tục hoạt động tìm kiếm-giải cứu cho đến hết tháng 8. Tham gia hoạt động cùng lực lượng chiếm đóng, nó đã có mặt trong cuộc đổ bộ lên Jinsen, Triều Tiên vào ngày 5 tháng 9, và sau đó lên Đại Cô Khẩu ở ngoại vi Thiên Tân, Trung Quốc vào ngày 1 tháng 10, trước khi đi đến Thanh Đảo năm ngày sau đó. Trong giai đoạn từ ngày 8 tháng 10 đến ngày 22 tháng 11, nó tham gia vào Chiến dịch Magic Carpet để giúp hồi hương những cựu chiến binh trở về Hoa Kỳ.
Vào tháng 7, 1946, Rombach được đưa về Hạm đội Dự bị Thái Bình Dương tại Seattle, Washington, và hoạt động huấn luyện cho nhân sự thuộc Hải quân Dự bị Hoa Kỳ. Ngoài các chuyến đi thực tập huấn luyện thường xuyên dành cho học viên sĩ quan dự bị thuộc Quân khu Hải quân 13, nó cũng tham gia các cuộc Tập trận PHIBPAC trong các năm 1952 và 1953. Trong giai đoạn từ năm 1952 đến năm 1957, con tàu dành ra tám tuần lễ hàng năm để phục vụ như tàu huấn luyện cho Trường Sonar Hạm đội tại San Diego, California.
Rombach được cho xuất biên chế vào ngày 9 tháng 1, 1958 và được đưa về Hạm đội Dự bị Thái Bình Dương, neo đậu tại Bremerton, Washington. Sau khi được xác định không còn phù hợp để tiếp tục phục vụ, tên nó được cho rút khỏi danh sách Đăng bạ Hải quân vào ngày 1 tháng 3, 1972, và con tàu bị bán để tháo dỡ vào ngày 19 tháng 12, 1973.

## Phần thưởng
Nguồn: Navsource Naval History
|  |  |  |
|  |  |  |
|  |  |  |

| Huân chương Phục vụ Trung Hoa           |                                               |                                                |
| Huân chương Chiến dịch Hoa Kỳ           | Huân chương Chiến dịch Châu Á-Thái Bình Dương | Huân chương Chiến thắng Thế Chiến II           |
| Huân chương Phục vụ Chiếm đóng Hải quân | Huân chương Phục vụ Phòng vệ Quốc gia         | Huân chương Giải phóng Philippine (Philippine) |